# Missionarslinguistik
Als Missionarslinguistik wird im engeren Sinn die Erforschung und die phonologische, grammatische, lexikalische und pragmatische Beschreibung fremder Sprachen im Kontext und zum Ziel der christlichen Missionierung bezeichnet. Die Beschreibung dieser Sprachen wurde von Missionaren durchgeführt, die in der Regel linguistische Laien waren. Ziel der Missionarslinguistik war in erster Linie nicht die wissenschaftliche Erforschung der Sprachen, sondern die Verwertung der Sprachbeschreibungen im Rahmen der Missionierung. Missionare sollten die Sprachen fremder Völker lernen, um diese Völker in ihrer eigenen Sprache missionieren zu können. Ziel der Missionarslinguistik ist ferner das Abfassen von christlichen Schriften in diesen Sprachen, z. B. Katechismen, Bibelübersetzungen oder Liederbücher.
Im weiteren Sinn spricht man auch von Missionarslinguistik, wenn man die Auseinandersetzung mit den Arbeiten der Missionare im Rahmen der Sprachwissenschaftsgeschichte und Sprachgeschichte meint, einschließlich der Forschung über und der kritischen Aufarbeitung der Missionarslinguistik aus kolonialer Zeit. Die Forschung über Missionarslinguistik überschneidet sich teilweise mit anderen Forschungsdisziplinen, so z. B. der Koloniallinguistik, der Religions- und Kirchengeschichte sowie der Geistes- und Wissenschaftsgeschichte.

## Geschichte

### Sprachforschung im Rahmen von Mission
Die Anfänge der Missionarslinguistik gehen auf die Missionsbestrebungen katholischer Orden wie anfänglich der Franziskaner, Dominikaner und Augustiner und dann insbesondere die Jesuiten zurück, die seit dem 16. Jahrhundert auf allen Kontinenten den christlichen Glauben verbreiten wollten. Dabei mussten sie sich dem Problem stellen, wie sie sich mit fremden Völkern verständigen. Die damaligen Missionare befürworteten dabei die Missionierung in der Sprache der fremden Völker. Der Schwerpunkt der Missionarslinguistik lag zunächst auf den spanischen und portugiesischen Kolonien, die durch katholische Orden missioniert wurden. Später traten auch englische, französische, dänische und deutsche Kolonien hinzu. Später waren auch evangelische Orden in der Missionarslinguistik aktiv, so z. B. die Hermannsburger und die Basler Missionare wie Ferdinand Kittel in Südwestindien. Zu den Werken, die Missionarslinguisten verfassten, zählen Wörterbücher, Grammatiken, Katechismen, Gebetbücher, exemplarische Predigten, Geschichten und Theaterstücke.
Das Summer Institute of Linguistics (SIL) betreibt eine moderne Missionarslinguistik weltweit in Amerika, Südostasien und Afrika. Das Institut geht auf den protestantischen Geschäftsmann William Cameron Townsend zurück und begann seine Arbeit zunächst in Mexiko, dann in Südamerika und weitete seine Aktivitäten schließlich weltweit aus.
Die Ergebnisse der Missionarslinguisten waren häufig handschriftliche Notizen und wurden nur teilweise systematisiert und veröffentlicht. Einen ersten Überblick bietet eine Datenbank, die auf der Bibliotheca Missionarum basiert, einer Bibliographie von Robert Streit und seinen Nachfolgern, die zumindest bis zum Ende des 19. Jahrhunderts nahezu vollständig Werke erfasst, die Missionare in und über indigene Sprachen geschrieben haben. Nach dieser Datenbank haben allein Jesuiten seit Beginn ihrer Missionstätigkeit 1542 bis in die 1970er Jahre Werke in mindestens 190 verschiedenen Sprachen und 11 Dialekten verfasst. Das Projekt RELiCTA unter der Leitung von Toon van Hal an der Universität Löwen hat an missionarslinguistischen Werken bis ins Jahr 1800 mehr als 4000 Dokumente erfasst.

### Erweiterung der Fragestellungen
Die Missionarslinguistik lieferte auch Ergebnisse, die von Linguisten ohne Interesse an Mission ausgewertet wurden, um indigene Sprachen systematisch zu beschreiben. Wilhelm von Humboldts Studien beruhten z. B. auf missionarslinguistischen Quellen. Der Linguist Edward Sapir forschte zusammen mit Vater Berard Haile zu Navajo. Leonard Bloomfield dagegen, der zu Algonquin-Sprachen forschte, hielt die Ergebnisse der Missionarslinguistik für wenig wertvoll.
Seit den 1990er Jahren erfährt die Missionslinguistik ein vermehrtes Interesse unter Sprachhistorikern und Forschern, die sich mit der Geschichte der Sprachwissenschaft befassen. So gibt es internationale Kongresse zur Missionarslinguistik wie z. B. 1995 in Berlin und 2003 in Oslo.

## Forschungsthemen der Missionarslinguistik
Die Missionarslinguistik befasst sich mit der Erforschung indigener Sprachen zum Zweck der Mission. Objekte der Beschreibung waren amerindische (sowohl in Nord- wie in Südamerika), asiatische (v. a. in Indien, China, Japan, Philippinen und den Südseeinseln) und afrikanische Sprachen. Beschrieben wurde sowohl die Aussprache der indigenen Sprachen als auch ihre Grammatik und ihr Wortschatzund sowie die Erstellung von Schriftsystemen und die Übersetzung religiöser Texte. Die Missionarslinguistik ist eine angewandte Linguistik, denn Ziel der Missionarslinguistik ist nicht die Erforschung der Sprachen an sich, sondern mit dem Ziel, dass sich Missionare mit indigenen Völkern verständigen können. Eine besondere Herausforderung und Leistung war die Alphabetisierung für die Missionare: Nicht alle Völker, die sie missionierten, verfügten über eine Schrift.
Die Missionarslinguistik, die lange Zeit wenig von der Linguistik beachtet wurde, wurde seit den 1990er Jahren im Rahmen der Erforschung der Geschichte der Sprachwissenschaft in den Fokus gerückt, die sich unter anderem mit den folgenden Fragen befasst:
- Sprachunterricht, Erstellung von Katechismen, Übersetzungen
- Feldstudien der Missionare und Datensammlung
- Untersuchung der Werke der Missionarslinguisten (z. B. Grammatiken, Wörterbücher)
- Kultureller Kontext (z. B. Stammeskulturen)
- Technische Instrumente zur Sprachdokumentation und Analyse

## Beziehung zur Koloniallinguistik
Die Missionarslinguistik ist ein Teilbereich der Koloniallinguistik. Wie die Geschichte der Missionarslinguistik befasst sich auch die Disziplin der Koloniallinguistik mit Fragestellungen wie die Auswertung von Sprachbeschreibungen durch Missionare, die Methoden und das Training für Missionare, Erstellung von Normen für indigene Sprachen oder den Einfluss der Missionarslinguistik auf linguistische Theorien. Insbesondere betrachtet die auf das Deutsche bezogene Koloniallinguistik auch andere Forscher und Akteure als nur Missionare. Die Koloniallinguistik geht über eine bloße Geschichtsschreibung hinaus, so befasst sie sich mit den Zusammenhängen zwischen Kolonialismus und Sprache mit einer weiteren Perspektive, in die auch nicht-linguistische Fragestellungen mit einbezogen werden. Fragestellungen der Koloniallinguistik sind z. B. der Einfluss des Kolonialismus auf Sprachen, Sprachpolitik in Kolonien, Sprachkontakt und Sprachkonflikte, Sprachplanung, Sprachideologien und Kolonialdiskurse – Themen, die in der Geschichtsschreibung der Missionarslinguistik nicht primär betrieben werden, da sie von anderen Teildisziplinen der Sprachgeschichte abgedeckt werden.

## Kritik und Neubewertung
In der Geschichte der Sprachwissenschaft spielte die Missionarslinguistik bisher eine untergeordnete Rolle, weil die Arbeiten der Missionare – in der Regel keine Linguisten, sondern Laien – aus einer älteren Sicht der Sprachwissenschaft häufig keine Ergebnisse hervorbrachten, die wissenschaftlichen Standards entsprachen. Als Problem der Arbeit der Missionare galt, dass sie sich bei der Beschreibung der Sprachen häufig unreflektiert auf die Kategorien der traditionellen lateinischen Grammatik verließen. Die Missionarslinguistik wurde deshalb häufig als "Vorgeschichte der Sprachwissenschaft" abgetan, wobei dieser Einschätzung in neuerer Forschung inzwischen widersprochen wird, denn es ist in einigen Fällen inzwischen erwiesen, dass sie auch innovativ über traditionelle Konzepte hinausgingen.
Oft waren die Werke der Missionare die ersten Verschriftungen und Sprachbeschreibungen dieser Sprachen überhaupt. Die Grammatiken und Wörterbücher sind zwar unterschiedlicher Qualität, viele jedoch mit neuen Einsichten in die Struktur dieser "exotischen" Sprachen. Analysen über innovative, den Sprachen angemessene Grammatikkategorien finden sich z. B. in Zimmermann (Hrsg.) 1997. Sie sind heute darüber hinaus eine unverzichtbare Quelle für die Beschreibung des Sprachwandels in diesen Sprachen.